# La Submersion du Japon (roman)
Pour les articles homonymes, voir La Submersion du Japon.
La Submersion du Japon (日本沈没, Nihon Chinbotsu, litt. « La Submersion du Japon ») est un roman de science-fiction japonais écrit par Sakyō Komatsu, publié en 1973 à la Kōdansha.
Ce roman a connu une première édition française chez Albin Michel dans la collection Super-Fiction en 1977 utilisant déjà la traduction de Shibata Masumi. Il a été réédité chez Philippe Picquier dans la collection Picquier poche en 2000 puis en 2011.

## Adaptations

### Au cinéma
- 1973 : La Submersion du Japon (Nihon Chinbotsu) de Shirō Moritani
- 2006 : Sinking of Japan (Nihon Chinbotsu) de Shinji Higuchi

### Série télévisuelle
- Nihon Chinbotsu, série japonaise en 24 épisodes, 1974-1975.
- Japan Sinks 2020, série d'animation japonaise de 10 épisodes sortie le 9 juillet 2020 réalisé par Masaaki Yuasa et produit par le studio d'animation Science SARU pour Netflix[1],[2].

### Manga
De 2006 à 2009, Tokihiko Ishiki réalise une adaptation en quinze volumes du roman. Le manga est édité par Shōgakukan. Seuls les deux premiers volumes sont traduits en français chez Panini Manga en 2008.

## Influence ailleurs en littérature
Dans La Pureté, recueil d'inspiration japonaise de l'écrivain québécois Vincent Thibault, l'ambiance apocalyptique du livre de Sakyō Komatsu est évoquée, plus précisément dans la nouvelle Pour cent jours de neige[réf. nécessaire].

## Source bibliographique
- Christian Kessler, La submersion du Japon, ou le questionnement de l'identité japonaise dans L'Histoire, janvier 2024.